# Putto danzante
Il Putto danzante è un'opera bronzea attribuita a Donatello e conservata nel Museo del Bargello a Firenze. È alto 37,80 cm ed è databile al 1423-1427, periodo in cui l'artista lavorò a Siena.

## Storia
Francesco Caglioti (2003) ha ricostruito la storia della scultura. Secondo lui l'opera faceva parte di una prova scartata per la serie dei tre putti per il fonte battesimale senese, come dimostra l'affinità con uno degli esemplari in loco. Alcune differenze nella base escludono che si tratti di un'opera da mettere in relazione diretta con gli altri sei putti del fonte (tre di Giovanni di Turino - danzante, giocatore con la palla e uno perduto - e tre di Donatello, di cui due ancora in loco - danzante e suonatore di tromba). Un terzo putto di Donatello è probabilmente quello suonatore di tamburello oggi a Berlino. Probabilmente rimase a lungo nella bottega del maestro finché, magari attraverso Bertoldo di Giovanni, non venne donato ai Medici, per questo è precocemente registrato nelle collezioni di famiglia, passate poi ai Granduchi e poi allo Stato.

## Descrizione e stile
Il putto ha un movimento sciolto e spigliato, con un incarnato morbido e un piumaggio tipico degli altri putti donatelliani. La mancanza di finitura nella testa dimostrerebbe lo stato di bozza abbandonata dell'opera.